# Disiliciure de molybdène
Le disiliciure de molybdène, ou simplement siliciure de molybdène, est un composé chimique de formule MoSi2. Il s'agit d'un composé intermétallique réfractaire utilisé en premier lieu dans les éléments chauffants. Il présente une masse volumique modérée, un point de fusion élevé et une bonne conductivité électrique. Il est protégé à haute température par une couche de passivation en dioxyde de silicium SiO2 qui empêche l'oxydation en profondeur du matériau. Ses surfaces ont un aspect gris métallique. Il présente deux structure cristallines : une forme dite α, tétragonale et stable, et une forme β hexagonale instable. Il est insoluble dans la plupart des acides mais est soluble dans l'acide nitrique ainsi que dans l'acide fluorhydrique.
Le disiliciure de molybdène présente une excellente résistance à l'oxydation ainsi qu'un module de Young élevé au-dessus d'environ 1 000 °C mais devient fragile en dessous de cette limite. Il perd de surcroît sa résistance au fluage au-dessus d'environ 1 200 °C, ce qui limite son utilisation comme matériau structurel ; cet inconvénient peut toutefois être compensé par l'utilisation conjointe d'un autre matériau aux propriétés mécaniques adaptées ou bien par l'utilisation d'un matériau composite contenant du disiliciure de molybdène.
Le disiliciure de molybdène et les matériaux à base de ce composé sont généralement obtenus par frittage. La projection thermique peut permettre de produire leurs formes composites et monolithiques denses ; les matériaux produits de cette façon sont susceptibles de contenir une fraction de forme cristalline β en raison du refroidissement rapidement accompagnant leur formation.
Les éléments chauffants en disiliciure de molybdène peuvent être utilisés jusqu'à des températures de 1 800 °C dans des fours électriques et dans des équipements de production de verre, d'acier, de composants électroniques et des céramiques, ainsi que pour le traitement thermique des métaux. Bien qu'ils soient fragiles, ces éléments peuvent être utilisés intensivement sans vieillir, et leur résistivité n'augmente pas avec leur utilisation. Leur température de fonctionnement maximum doit cependant être réduite dans les atmosphères peu oxygénées en raison de la fragilité de la couche de passivation dans ce type d'environnements.